# Культура Боснії і Герцеговини

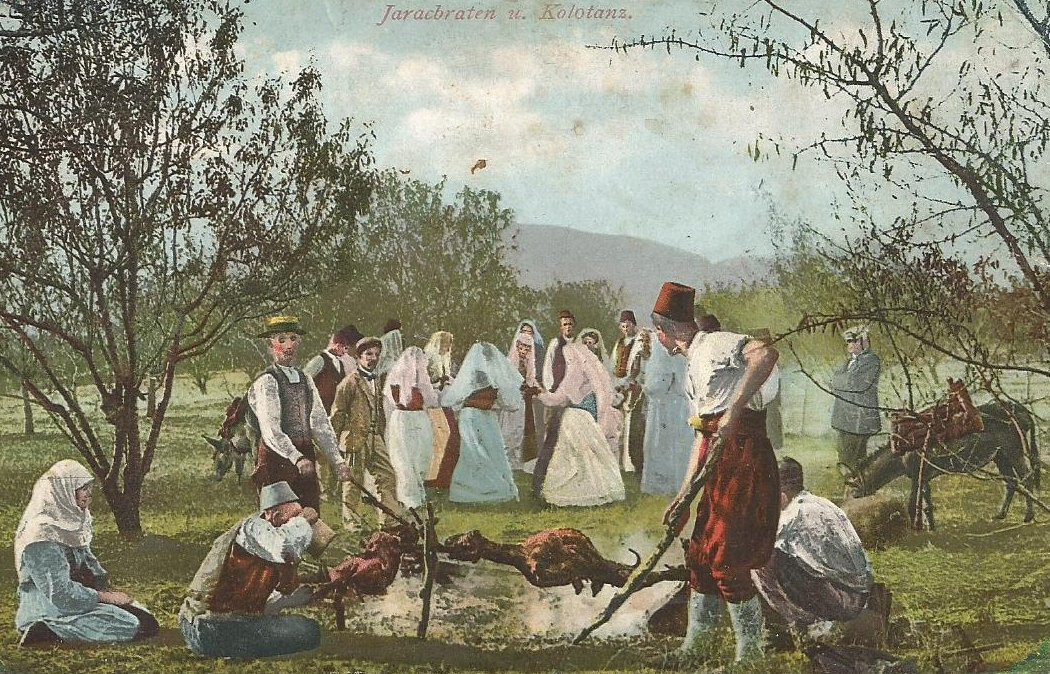
Багаття з ягням та танець "коло" - Боснія і Герцеговина, 1895

Культура Боснії і Герцеговини охоплює стародавню спадщину країни, її архітектуру, літературу, мистецтво, музику, кіно, спорт, та кухню.

## Стародавня спадщина

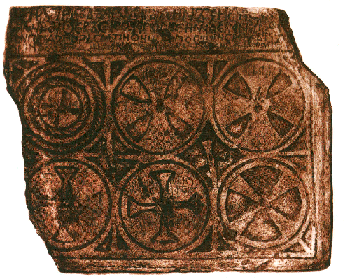
Тарілка бана Куліна знайдена в Біскупицях біля Високо.

Різьба на скелях, яка була знайдена в печері Бадань біля громади Столаць, датується часом палеоліту (приблизно 12–16 тис. років до н. е.). Вона зображає загибель коня під градом стріл. Це найстаріша палеолітична знахідка в південно-східній Європі. Боснія і Герцеговина має й багату спадщину неолітичної культури. Гарні артефакти були знайдені в Бутмирі біля Сараєво (5000 років до н. е.). Впродовж Бронзової доби територія Боснії і Герцеговини була зайнята іллірійськими племенами, такими як яподи в Бихачі та даорці в Даорсоні біля Столаця. Вони перебували під прямим впливом греків, що особливо помітно в Даорсоні. Пізніше іллірійці були завойовані римлянами, які залишили після себе дороги, мости та гарні вілли з мозаїками по всій території Боснії і Герцеговині. Найкращі приклади збереглися в Могор'єло біля Чапліни та мозаїки в Столаці (III сторіччя н. е.). Християнські базиліки можуть бути знайдені в районах (Зениця, Високо, Мостар, Широкі Брієг …). Їхні майстерно різьблені камені мали вплив на перший оригінальний витвір середньовічного мистецтва Боснії – стечки.
Грамота бана Куліна є символічним сертифікатом боснійської державності, оскільки це перший письмовий документ, який згадує кордони Боснії (між річками Дрина, Сава та Уна) і перші елементи держави Боснія — правителя, трон та політичну організацію. Його написано босанчицею та й згадує він і жителів Боснії — босняків. Грамота є торговельною угодою між Боснією та Рагузькою республікою (сучасний Дубровник).
Найважливішим експонатом Національного Музею в Сараєві є Сараєвська Агада — єврейський ілюмінований рукопис за походженням з Іспанії XII століття. Інші важливі експонати включають боснійські літургійні книги, зроблені в Хорватії на початку XV століття, Коран XVI ст. та Новий Завіт Леонтіїв (Leontijevo četverojevanđelje).

## Мистецтво
Образотворче мистецтво в Боснії і Герцеговині постійно розвивалося і варіювалося від оригінальних середньовічних надгробків (стечек) до картин у дворі Котроманіч. Проте лише Австро-угорська окупація Боснії та Герцеговини в 1878 році призвела до відродження боснійського живопису. Перші художники, які пройшли навчання в європейських академіях, з'явилися на початку XX століття. До них належать Габріель Юркіч, Петар Тієшич, Карло Міджич, Шпіро Бокаріч, Петар Шаїн, Дьоко Мазаліч, Роман Петрович і Лазар Дряча. Їх покоління змінили такі художники, як Ісмет Муйезінович, Войо Димитрієвич, Іво Шеремет та Міка Тодорович. Видатними художниками в період після Другої світової війни є Віргіліє Невестіч, Бекір Місірліч, Любо Лах, Мехо Сефіч, Франьо Лікар, Мерсад Бербер, Ібрагім Любович, Джевад Хозо, Аффан Раміч, Сафет Зец, Ісмар Муйезінович і Мехмед Заімовіч. Музей сучасного мистецтва Ars Aevi в Сараєво включає роботи відомих у всьому світі художників.

## Музика

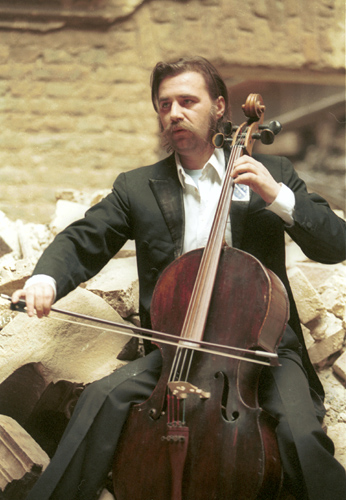
Ведран Смайлович, віолончеліст у Сараєво.

Найпопулярнішими традиційними формами пісні відносно недавнього походження (початок XX століття) є боснійська корінна музика (грається з «шаргією»), ганга (музика), рера і ойкавіча (oja-noja). Іншою популярною формою з часів Османської імперії є севдалінка.
Традиційно популярні також попмузика та рокмузика, представлені відомими музикантами, серед яких: Горан Брегович, Даворін Попович, Кемаль Монтено, Здравко Чолич, Бранімір Штуліч, Едо Маайка, Діно Мерлін і Томо Миличевич. Серед талановитих композиторів - Джордже Новкович, Есад Арнауталіч, Корнеліє Ковач і багато поп- та рок-груп, напр. Bijelo Dugme, Індексі, Zabranjeno Pušenje, включають деякі з провідних груп епохи колишньої Югославії.
Боснія є домом для композитора Душана Шестіча, творця нинішнього національного гімну Боснії і Герцеговини, батька співачки Марії Шестіч і піаніста Саші Топерича.

## Кіно
Відомі боснійські кінематографісти - Мірза Ідрізович, Александер Євджевич, Івіца Матіч, Даніс Танович (відомий за премію Академії та Золотий глобус - фільм «Нічия земля»), Хайрудін Крвавац, Адемір Кенович, Бенджамін Філіпович, Жасмін Діздар, П'єр Жалиця, Ясміла Жбаніч, Діно Мустафіч, Серджан Вулєтіч і, нарешті, найвідзначеніший, Емир Кустуриця.
Відома югославська і боснійська актриса, яка зіграла понад 70 ролей в театрі і більше 50 ролей у фільмах — Семка Соколович-Берток.
Сараєвський кінофестиваль у Сараєво, заснований у 1995 році, став найбільшим і найвпливовішим у Південно-Східній Європі.

## Спорт

### Олімпійські ігри
Найважливішою міжнародною спортивною подією в історії Боснії та Герцеговини стала організація зимової Олімпіади 1984 року, що проходила в Сараєво з 7 по 19 лютого 1984 року.
Деякі відомі боснійські олімпійці були:
- Рим, 1960: Томислав Кнез і Велимир Сомболак (футбол),
- Мюнхен, 1972: Абаз Арсланагіч, Мілорад Караліч, Небойша Попович, Дордже Лаврініч і Добриво Селеч (гандбол)
- Москва, 1980: Мірза Делібашич і Ратко Радованович (баскетбол)
- Лос-Анджелес, 1984: Здравко Раденович, Златан Арнаутович (гандбол) і Анто Йосипович (бокс).

### Популярні види спорту

#### Футбол
Футбол є найпопулярнішим видом спорту в Боснії та Герцеговині. Його історія почалась у країні у 1903 році, але його популярність значно зросла після Другої світової війни. В епоху до самостійності Сараєво (1967 і 1984 рр.) і Желєзнічар (1972), обидва виграли титул чемпіона Югославії. У югославську збірну з футболу ввійшло декілька боснійських гравців, таких як Йосип Каталинський, Душан Баєвич, Мирослав Блажевич, Івиця Осим, Сафет Сушич і Мірсад Фазгагіч.
З часу набуття незалежності національна футбольна команда Боснії та Герцеговини не змогла претендувати на будь-який турнір європейського або світового чемпіонату, аж до Чемпіонату світу з футболу 2014 року. Боснійські команди намагаються утримати гравців, що народилися в Боснії та Герцеговині, але ті часто вирішують грати в інших країнах з причини етнічної ідентифікації та через вищі зарплати, які пропонують інші команди (наприклад: Маріо Станич і Міле Мітіч обидва народилися в Боснії, але грають у Хорватії та Сербії відповідно, інші відомі у світі гравці з Боснії та Герцеговини, які зробили подібний вибір, включають Зорана Савіча, Володимира Радмановича, Зорана Планініча, Александра Ніколіча та Саво Милошевича).

#### Баскетбол
Боснійський баскетбольний клуб, KK Bosna Royal з Сараєво, був чемпіонами Європи в 1979 році. Збірна Югославії з баскетболу була призером на кожному чемпіонаті світу з 1963 по 1990 рр. Боснія та Герцеговина регулярно претендують на чемпіонат Євробаскету. Жіночий баскетбольний клуб «Jedinstvo», що базується в Тузлі, виграв жіночку Євролігу 1979 року у Флоренції.

## Кухня

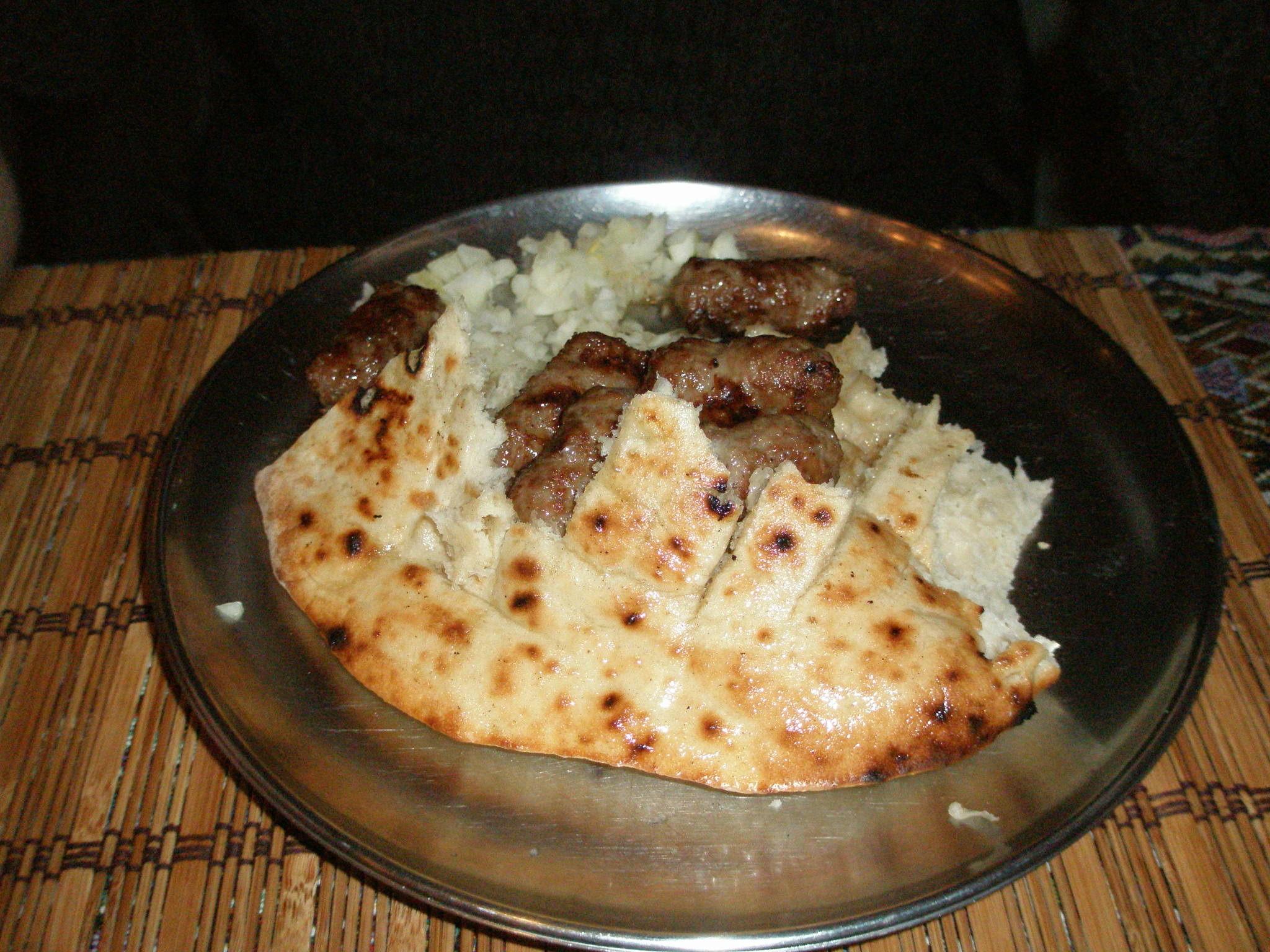
Боснійські чевапчичі з луком у сомуні.

Боснійська кухня відображає баланс західних і східних впливів. Через майже 500 років османського правління, боснійська їжа тісно пов'язана з турецькою, грецькою та іншими колишніми османськими та середземноморськими кухнями. Проте роки австро-угорського панування можна виявити в багатьох впливах Центральної Європи. Боснійська кухня використовує багато спецій, але зазвичай в дуже малих кількостях. Більшість страв є легкими, оскільки їх готують у великій кількості води; Соуси цілком натуральні, складаються з трохи більше, ніж натуральні соки з овочів у страві. Типові інгредієнти включають помідори, картоплю, цибулю, часник, перець, огірки, моркву, капусту, гриби, шпинат, кабачки, сушені боби, свіжі боби, сливи, молоко і вершки під назвою павлака. Типові м'ясні страви включають в основному курку, яловичину і баранину. Деякі місцеві страви - чевапчичі, бурек, долма, сарма, плов, гуляш, айвар і широкий асортимент східних солодощів. Краще місцеве вино походить з південного регіону країни, Герцеговині, де клімат особливо підходить для вирощування винограду. У північному регіоні Боснії дистилюється слива або яблучна ракія.